# Takaaki Kinoshita
Takaaki Kinoshita (木下 高彰 Kinoshita Takaaki?, nacido el 11 de junio de 1993 en Shizuoka) es un futbolista japonés que se desempeña como defensa.

## Trayectoria

### Clubes
| Club                 | País  | Año         |
| -------------------- | ----- | ----------- |
| Júbilo Iwata         | Japón | 2012 - 2015 |
| J. League sub-22     | Japón | 2014 - 2015 |
| Mito HollyHock       | Japón | 2016        |
| Fukushima United FC  | Japón | 2017        |
| Fujieda MYFC         | Japón | 2018        |
| Iwate Grulla Morioka | Japón | 2019        |
| Fujieda MYFC         | Japón | 2020 -      |

## Estadística de carrera

### J. League
| Club                | Año   | J. League | J. League | Copa J. League | Copa J. League | Total | Total |
| Club                | Año   | Part.     | Goles     | Part.          | Goles          | Part. | Goles |
| ------------------- | ----- | --------- | --------- | -------------- | -------------- | ----- | ----- |
| Júbilo Iwata        | 2012  | 0         | 0         | 0              | 0              | 0     | 0     |
| Júbilo Iwata        | 2013  | 0         | 0         | 0              | 0              | 0     | 0     |
| Júbilo Iwata        | 2014  | 6         | 0         | -              | -              | 6     | 0     |
| Júbilo Iwata        | 2015  | 0         | 0         | -              | -              | 0     | 0     |
| J. League sub-22    | 2014  | 5         | 2         | -              | -              | 5     | 2     |
| J. League sub-22    | 2015  | 3         | 0         | -              | -              | 3     | 0     |
| Mito HollyHock      | 2016  | 0         | 0         | -              | -              | 0     | 0     |
| Fukushima United FC | 2017  | 13        | 0         | -              | -              | 13    | 0     |
| Total               | Total | 27        | 2         | 0              | 0              | 27    | 2     |